# Gunter d’Alquen

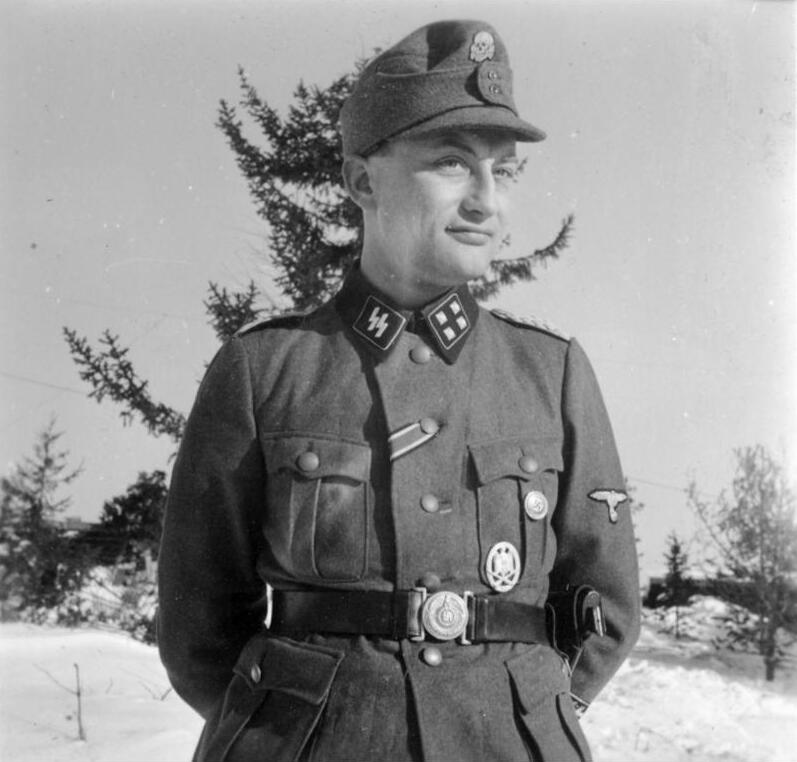
Gunter d’Alquen, hier als SS-Sturmbannführer (1941)

Gunter d’Alquen (gesprochen: Dalken) (* 24. Oktober 1910 in Essen; † 15. Mai 1998 in Mönchengladbach-Rheydt) war ein nationalsozialistischer Journalist. Er trat schon mit 16 Jahren in die NSDAP ein und wurde später Mitglied der SS. Er stieg bis zum Dienstgrad eines SS-Standartenführers auf und war anfänglich Redakteur des Völkischen Beobachters. Ab 1935 trat er als Herausgeber der SS-Zeitschrift Das Schwarze Korps in Erscheinung.

## Leben

### Bis 1945
Gunter d’Alquen war der ältere von zwei Söhnen des katholischen Kaufmanns, Reserveoffiziers und Freimaurers Carl d’Alquen. Er besuchte in Essen ein Realgymnasium und trat 1925 der Hitlerjugend bei. D’Alquen wurde 1926 SA-Mitglied und trat zum 25. August 1927 als 16-Jähriger der NSDAP bei (Mitgliedsnummer 66.689).
D’Alquen war im Nationalsozialistischen Deutschen Studentenbund aktiv und wurde am 10. April 1931 Mitglied der SS (Mitgliedsnummer 8.452), in der er schon nach wenigen Jahren den Rang eines SS-Hauptsturmführers bekleidete. Sein Studium in Geschichte und Philologie schloss er nicht ab und wandte sich stattdessen einer journalistischen Laufbahn zu. Ab 1932 gehörte er als politischer Korrespondent zur Redaktion des Völkischen Beobachters und begleitete Adolf Hitler auf seinen Wahlkampfreisen als Sonderberichterstatter. Er erregte die Aufmerksamkeit Heinrich Himmlers, der ihn im März 1935 zum Hauptschriftleiter (Chefredakteur) des Schwarzen Korps berief. Im November 1935 ernannte ihn Joseph Goebbels zum Mitglied des Reichskultursenats.
Als Sprachrohr des Nationalsozialismus und Stimme der SS in der deutschen Presse griff d’Alquens Zeitschrift besonders Intellektuelle, Studenten, Freimaurer, bestimmte Wissenschaftler, aufsässige Geschäftsleute, Schwarzhändler, Kleriker und andere Vertreter der deutschen Gesellschaft an, die Himmlers Zorn erregt hatten. Mit seinem notorischen Antisemitismus sah sich das Schwarze Korps während des Zweiten Weltkrieges als moralische Instanz Deutschlands.
D’Alquen wurde ab September 1939 ein prominenter Kriegsberichterstatter der SS. Eine von ihm gegründete und geführte SS-eigene Propagandakompanie, die es im Heer, bei der Luftwaffe und der Marine gab und die aus Journalisten bestand, kam die Aufgabe zu, in Zeitungsartikeln, Fotos und Filmen das unmittelbare Frontgeschehen im Sinne der NS-Diktatur anschaulich zu machen und das militärische Geschehen insoweit der Heimat nahezubringen, dass Kriegsfreiwillige akquiriert und im Sinne einer neuen militärischen Elite des Hitlerreichs geformt werden sollten. Darüber hinaus gelang es ihm, durch Beschallungsaktionen im Sinne der psychologischen Kriegsführung an verschiedenen Fronten gegnerische Soldaten zum Überlaufen zu verleiten. Zum Ende des Krieges wurde er von Himmler als Leiter der Propagandatruppe der Waffen-SS eingesetzt, die auf Grund ihrer Leistungen im Sinne des Regimes den Ehrennamen SS-Standarte Kurt Eggers erhielt.
Während des Kriegs wurde D'Alquen u. a. mit dem Goldenen Parteiabzeichen der NSDAP, dem Eisernen Kreuz II. Klasse, dem Kriegsverdienstkreuz II. Klasse mit Schwertern, dem Allgemeinen Sturmabzeichen sowie dem SS-Ehrenring und dem SS-Ehrendegen ausgezeichnet.

### Nachkriegszeit
D’Alquen geriet im Mai 1945 im österreichischen Mauterndorf in britische Kriegsgefangenschaft, aus der er 1948 entlassen wurde. Seine Schrift Die SS. Geschichte, Aufgabe und Organisation der Schutzstaffel der NSDAP (Junker u. Dünnhaupt, Berlin 1939) sowie die von ihm herausgegebenen Werke Auf Hieb und Stich. Stimmen zur Zeit am Wege einer deutschen Zeitung (Eher, Berlin und München 1937) und Das ist der Sieg! Briefe des Glaubens in Aufbruch und Krieg (Eher, Berlin 1941) wurden in der Sowjetischen Besatzungszone auf die Liste der auszusondernden Literatur gesetzt. Er wurde zudem als Zeuge im Wilhelmstraßen-Prozess und im Prozess gegen den amerikanischen Deserteur Martin James Monti vernommen.
Nach 1945 wurde d’Alquen, der bis zu seinem Tod jede Kenntnis der nationalsozialistischen Menschenvernichtung vor 1945 bestritt, in einem Spruchkammerverfahren zu einer zehnjährigen Gefängnisstrafe verurteilt. Im Juli 1955 wurde er von einem Berliner Entnazifizierungsgericht zu einer Geldstrafe von 60.000 DM, zum Verlust jeglichen Pensions- oder Rentenanspruches und zum Verlust der bürgerlichen Ehrenrechte für drei Jahre verurteilt. Er wurde für schuldig befunden, im NS-Staat eine bedeutende Rolle bei der Kriegspropaganda, Hetze gegen Kirchen, Juden und das Ausland gespielt und zum Mord aufgerufen zu haben. Nach weiteren Ermittlungen über d’Alquens Einkünfte aus dieser Tätigkeit wurde er im Januar 1958 zu einer weiteren Geldstrafe von 28.000 DM verurteilt.
1953 gehörte er nach Angaben des britischen Geheimdienstes dem Naumann-Kreis an. Ende der 1950er Jahre wurde Gunter d’Alquen Gesellschafter der Weberei Krall und Roth in Mönchengladbach.
D’Alquens jüngerer Bruder Rolf betätigte sich ebenfalls als Propagandist für die SS. Gunter d’Alquen war zwei Mal verheiratet und hatte sechs Kinder.